# Rui Falcão
Rui Goethe da Costa Falcão (Pitangui, 26 de novembro de 1943), mais conhecido por Rui Falcão é um jornalista e político brasileiro, filiado ao Partido dos Trabalhadores (PT). Foi presidente nacional do PT entre 2011 e 2017. Foi Deputado Estadual, Secretário Municipal da prefeitura de São Paulo na gestão Marta Suplicy e atualmente exerce seu segundo mandato de deputado federal por São Paulo.

## Biografia
Formado em Direito pela Universidade de São Paulo em 1967, Rui Falcão não chegou a exercer a advocacia. Foi jornalista de periódicos como A Gazeta, Folha de S.Paulo, Notícias Populares, Jornal da Tarde e Diário da Noite, todos de São Paulo, além de diretor de redação da revista Exame, entre 1977 e 1988. Foi diretor estatutário do Sindicato dos Jornalistas de São Paulo entre 1983 e 1988.
Opositor do Regime Militar de 1964, participou ativamente do movimento estudantil, tendo sido eleito presidente do Diretório Central dos Estudantes da USP em 1966. Foi militante da VAR-Palmares, o que resultou em sua prisão entre 1970 e 1973.
Desde 1982 é membro do PT tendo ocupado o cargo de deputado estadual de São Paulo por duas vezes consecutivas, nas legislaturas de 1990 (como suplente) e 1994. Candidatou-se a deputado federal em 1998, alcançando a suplência. Em 28 de dezembro de 2000 assumiu em definitivo o mandato. Foi secretário municipal de Governo da gestão Marta Suplicy.
Falcão concorreu a vice-prefeito na eleição municipal de 2004, na chapa de Marta, porém sem lograr êxito.
Em 2007, retornou a Assembleia Legislativa de São Paulo, ao ser o mais votado da coligação PT-PCdoB, o quarto mais votado do Estado, com 183.364 votos nas eleições de 2006. Reelege-se em 2010 com 174.691 votos na coligação PRB-PT-PR-PTdoB, figurando como o candidato mais bem votado a esse cargo na capital paulista.
Em 2010 foi coordenador da campanha de Dilma Rousseff à presidência da República.
Em 2014, como presidente do PT, assinou nota de apoio ao presidente Nicolás Maduro na Venezuela.
Em 2018, foi eleito deputado federal por SP com 158.389 votos sendo o deputado mais votado do PT de São Paulo nessa eleição, sendo reeleito em 2022.

## Dirigente partidário
Coordenou as campanhas de Eduardo Suplicy à sucessão de Luiza Erundina na prefeitura de São Paulo em 1992; de Luiz Inácio Lula da Silva em 1994 à sucessão de Itamar Franco na presidência da República; e de Dilma Rousseff em 2010 à sucessão de Lula na presidência.
Falcão, que pertence a corrente petista Novos Rumos, já foi presidente do Diretório Municipal do PT em São Paulo entre 1989 e 1992, do Diretório Nacional em 1994; e vice-presidente do Diretório Nacional de 2009 a 2011.
Devido ao afastamento por motivos de saúde do então presidente José Eduardo Dutra, foi o escolhido em 29 de abril de 2011 para substitui-lo com mandato até 2013. Em 2013, foi reeleito ao cargo de presidente nacional do partido. Deixou o comando do partido após a eleição de Gleisi Hoffmann para presidir o PT, em junho de 2017.